# Bez Atu
Bez Atu – polski zespół bigbitowy 

## Historia
Zespół został utworzony jesienią 1968 r. przez muzyków szczecińskiej formacji jazzowej Dixilenders jako grupa akompaniująca dla grupy wokalnej Filipinki. Skład Bez Atu był identyczny ze składem Dixilenders, liderem grupy pozostał Józef Pełczyński, zmieniła się nazwa i repertuar. Dixilenders istniał od połowy lat 60. i miał na swoim koncie sporo sukcesów (nagrody w kolejnych edycjach Szczecińskiej Wiosny Orkiestr oraz zajęcie III miejsca podczas festiwalu Jazz Nad Odrą w 1966 r.). Zespół Bez Atu niemal całkowicie odszedł od jazzu na rzecz mocnego uderzenia. Natychmiast po utworzeniu muzycy Bez Atu razem z Filipinkami podpisali umowę z Estradą Dolnośląską i występowali pod jej egidą do drugiej połowy lat 70.
Początkowo Bez Atu było tylko grupą instrumentalną jednak w kilka miesięcy po utworzeniu z zespołu wyłoniło się dwóch wokalistów – Stanisław Piechaczek i Roman Remelski. Filipinki i Bez Atu rozpoczęli bliską współpracę z wokalistą Jerzym Malotą i wspólnie opracowali show Filipinki (1968), Filipinki & No Trump (1969) oraz Nie wierz chłopcom – Filipinki i Bez Atu (1970), które zaprezentowali kilkaset razy na scenach Polski, Czechosłowacji, NRD oraz Bułgarii. W połowie 1970 r., gdy Filipinki zerwały umowę z Estradą Dolnośląską i przeszły pod opiekę Stołecznej Estrady, współpraca obu zespołów rozluźniła się. Muzycy Bez Atu wspólnie z Jerzym Malotą oraz wokalistkami Danutą Bogaczyk i Danutą Majewską przygotowali widowisko muzyczne Sen o szpadzie i chlebie, które odniosło spory sukces, a grupa zaprezentowała je na polskich estradach ponad tysiąc razy.
Pod koniec lat 70. muzycy zespołu Bez Atu wyemigrowali do Stanów Zjednoczonych, gdzie nadal występowali aż do śmierci lidera zespołu Józefa Pełczyńskiego w 1999 r. Po śmierci Pełczyńskiego, kierownikiem zespołu została Danuta Bogaczyk. W 2005 r. grupa rozwiązała się, a część muzyków z ostatniego składu utworzyła zespół Kaskada, który nadal występuje w amerykańskich klubach.

## Piosenki
Pierwszym samodzielnym (nagranym bez udziału Filipinek, choć wokalistki wystąpiły w teledysku do piosenki) przebojem zespołu Bez Atu była Znajoma z kolejki (1969, muz. Mateusz Święcicki, sł. Zbigniew Kuthan). Bez Atu zaprezentował utwór na VII Krajowym Festiwalu Piosenki Polskiej w Opolu. Powodzenie piosenki zaowocowało kontraktem na małą płytę zespołu, którą w 1969 wydały Polskie Nagrania „Muza” (Bez Atu, N0573), i na której znalazła się także piosenka Filipinek oraz Jerzego Maloty Pali się moja panienko (1969, muz. Adam Zimny, sł. Marek Kilarski). Kolejnym przebojem Bez Atu stała się piosenka Byk sybaryta (1977, muz. Mateusz Święcicki, sł. Jerzy Lewiński i Andrzej Zaniewski). Zespół Bez Atu wydał tylko jedną samodzielną płytę, dokonał jednak wielu nagrań radiowych.

## Dyskografia

### Płyty solowe zespołu Bez Atu
- 1969 – Bez Atu, Polskie Nagrania Muza N0573

### Płyty innych wykonawców nagrane z udziałem zespołu Bez Atu
- 1969 – Filipinki, Wiosna majem wróci, Pronit N0572
- 1971 – Filipinki, Królewski Zamek, Polskie Nagrania Muza SP357
- 2016 – Filipinki & Bez Atu. Nie wierz chłopcom, I.W.Latarnik i O.W.AS AS002, AS003[6]

### Various Artists
- 1969 – Opole '69 – Mikrofon i ekran, (Filipinki: Weselmy się), Polskie Nagrania Muza SXL0552
- 1970 – Discorama, (Filipinki: On jest tu), Pronit XL0673
- 1977 – Horoskopy, (Bez Atu: Byk sybaryta), Polskie Nagrania Muza SX1382